# MeranArena
La MeranArena è un complesso sportivo di Merano. Accanto allo stadio del ghiaccio, in grado di ospitare complessivamente 3.000 spettatori, e che ospita non solo gare di hockey su ghiaccio ma anche tornei di curling e gare di pattinaggio artistico oltre che manifestazioni musicali e sportive, fiere ed esposizioni, sono presenti anche una piscina coperta, una vasca per l'attività ludica, una pista di pattinaggio esterna, sei campi da tennis (di cui quattro coperti) ed una palestra di roccia.
Il palaghiaccio si trova nei pressi del parcheggio dell'ippodromo di Merano.